# Habicht

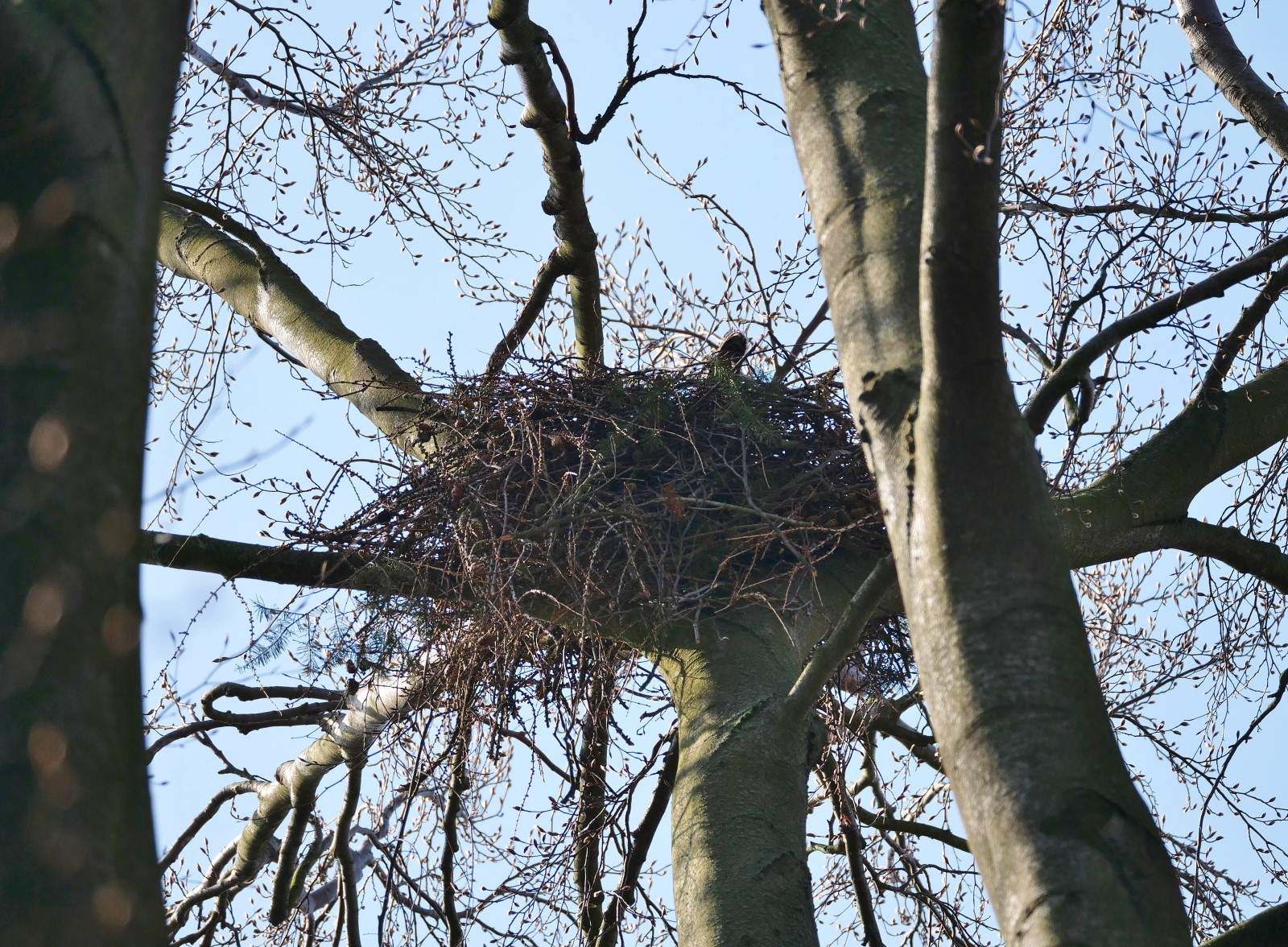
Habichthorst

Der Habicht (Astur gentilis, Synonym: Accipiter gentilis) ist ein Greifvogel, der zur Familie der Habichtartigen (Accipitridae) gehört. Das Verbreitungsgebiet der Art umfasst die arktischen bis subtropischen Zonen der Paläarktis. Habichte ernähren sich überwiegend von kleinen bis mittelgroßen Vögeln und Säugetieren bis zu einem Gewicht von etwa 1,0 kg. Die Art ist nicht gefährdet.
Der Naturschutzbund Deutschland und der Landesbund für Vogelschutz in Bayern haben den Habicht zum „Vogel des Jahres 2015“ in Deutschland gewählt.

## Beschreibung

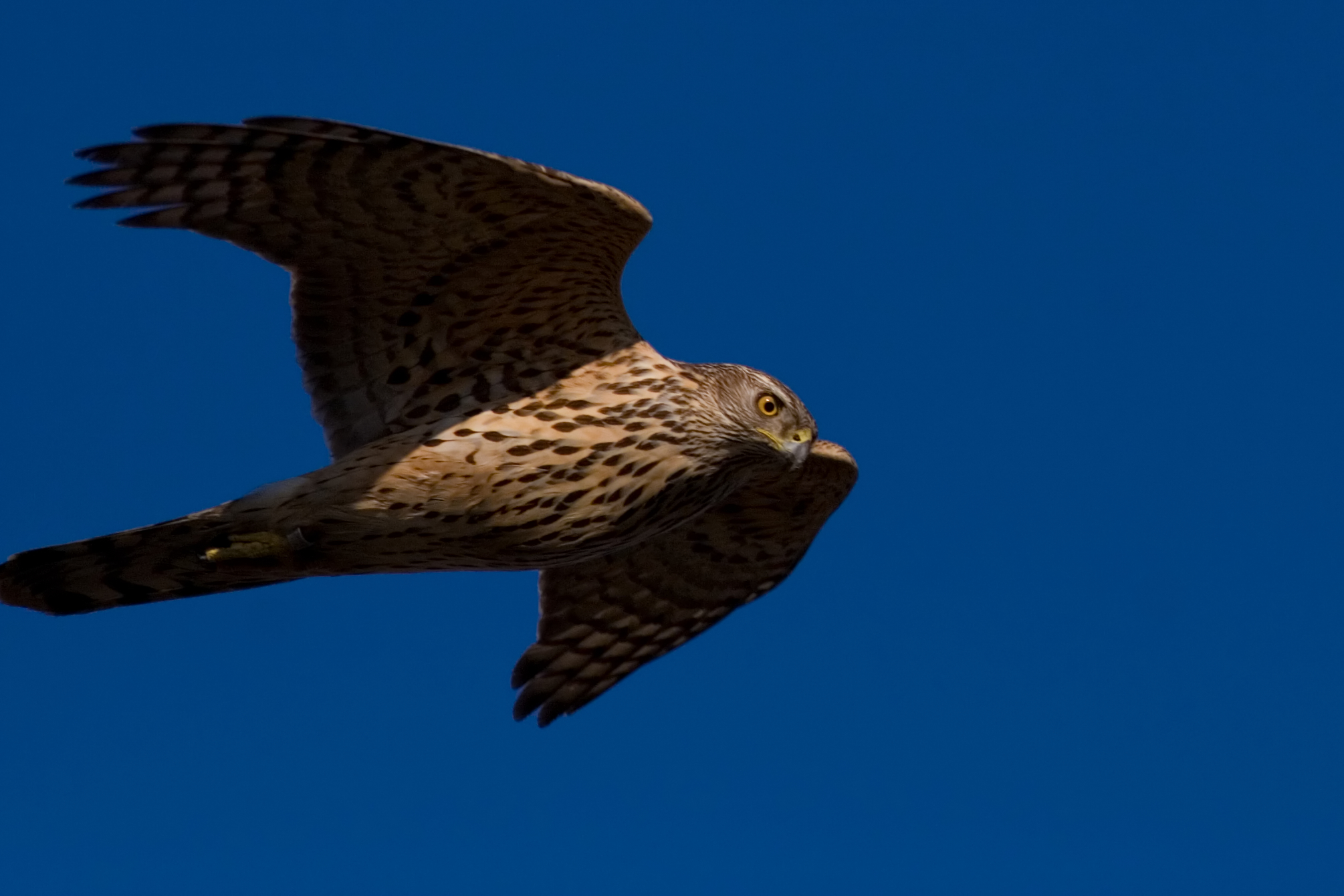
Habicht im Jugendkleid im Flug

Habichte sind mittelgroße Greifvögel; die Körperlänge beträgt 46–63 cm, die Spannweite 89–122 cm. Das Gewicht liegt zwischen 0,52 kg bei den kleinsten Männchen und 2,2 kg bei den größten Weibchen. Die große Spanne ist auf die deutliche Größen- und Gewichtszunahme von Südwesten nach Nordosten und den starken reversen Geschlechtsdimorphismus bezüglich der Körpergröße zurückzuführen. Das Weibchen ist etwa so groß wie ein Mäusebussard, das Männchen („Terzel“) ist deutlich kleiner. So wogen beispielsweise im Osten Deutschlands adulte Männchen im Mittel 724 g, adulte Weibchen 1133 g, die Flügellänge betrug bei adulten Männchen aus demselben Gebiet im Mittel 314 mm, bei Weibchen 353 mm.
Die Flügel sind relativ kurz, breit und an ihren Spitzen gerundet, der Schwanz ist relativ lang. Diese Merkmale sind typisch für die überwiegend waldbewohnenden Vertreter der Gattung Accipiter, sie ermöglichen keine extremen Fluggeschwindigkeiten, jedoch eine hohe Wendigkeit auf engem Raum.
Ausgewachsene (adulte) Habichte sind auf der Oberseite schiefergraubraun, auf der Unterseite weiß mit einer dunkelbraunen Querbänderung. Jungvögel sind bis zur ersten Mauser oberseits bräunlich, auf der Unterseite hellgelb, gelb, beige, orange oder lachsfarben mit einer senkrechten Tropfen- oder Strichzeichnung.
Das Großgefieder zeigt in allen Kleidern eine deutliche Bänderung auf weißem bis beigebraunem, bei Jungvögeln auf gelblichem Grund. Die Beine sind gelb, ebenso die Wachshaut des Schnabels. Die Iris der Augen ist bei Jungvögeln hellgelb und färbt sich mit zunehmendem Alter in dunkelgelb, orange oder kirschrot. Dies ist aber vom Individuum abhängig, ein sechsjähriger Habicht kann also dunklere Augen haben als ein zwölfjähriger.
Die Gefiederzeichnung ist bei den Geschlechtern sehr ähnlich, adulte Männchen sind auf der Oberseite etwas dunkler und mehr blaugrau als adulte Weibchen und zeigen eine etwas kontrastreichere Kopfzeichnung.

## Lautäußerungen
Habichte rufen fast ausschließlich in Horstnähe. Häufigster Ruf ist ein scharfes, oft gereihtes „gik, gik, gik“ („Gickern“), das allgemein bei Erregung, z. B. bei Störungen geäußert wird und besonders häufig während der Balz von Januar bis März zu hören ist. Diese Rufe sind bei ruhigem Wetter mehrere Hundert Meter weit hörbar. Der Kontaktruf zwischen den Brutpartnern ist ein kurzes, nicht sehr auffallendes „gjak“, das zum Beispiel einer Beuteübergabe oder der Ablösung bei der Brut vorausgeht. Falls der Partner nicht sofort reagiert, wird leise „gegickert“ oder ähnlich wie die Jungvogel langgezogen „hiiäh“ gerufen. Bei der Kopulation rufen beide Partner ein relativ hohes, gereihtes „wirr, wirr, wirr“. Sehr auffallend sind auch die lauten Bettelrufe der Jungvögel nach dem Ausfliegen, die wie „hiiiiääh“ oder „klijäh“ klingen („lahnen“) und ebenfalls häufig wiederholt werden.

## Verbreitung und Lebensraum

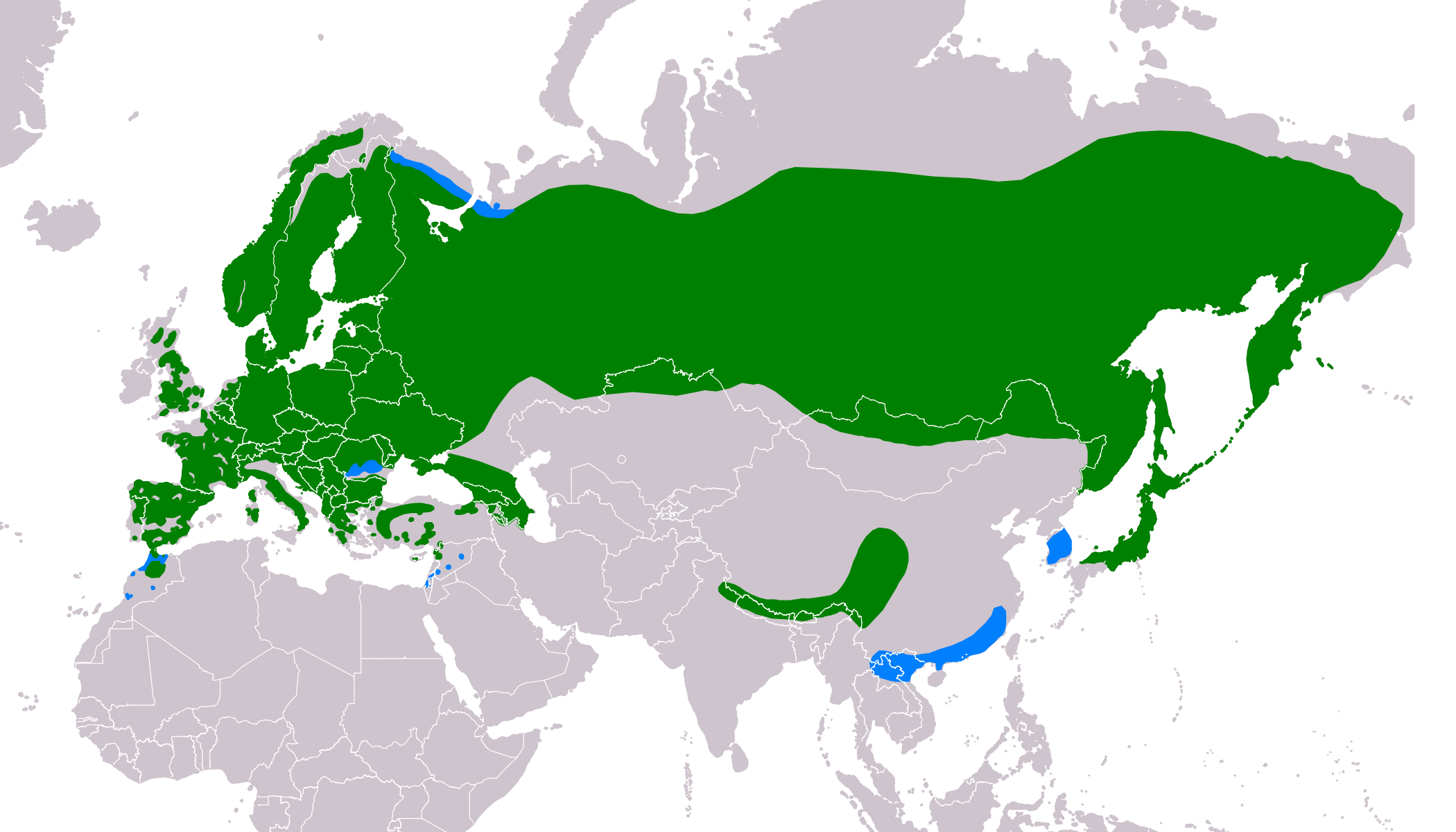
Verbreitungsgebiete des Habichts:
Ganzjähriges Vorkommen
Überwinterungsgebiete

Habichte besiedeln in mehreren Unterarten die Nadelwälder der Taiga und der Gebirge (die sogenannten boreomontanen Wälder) sowie die Wälder der gemäßigten und der mediterranen Zone der gesamten Paläarktis. Im Norden fällt die Verbreitungsgrenze mit der nördlichen Grenze der borealen Nadelwälder (Taiga) in Skandinavien, Finnland und Russland zusammen, im Süden reicht die Verbreitung im Westen bis Nordafrika, weiter östlich bis Griechenland, Kleinasien und den Norden Irans.
Der Amerikanische Habicht (Astur atricapillus) in Nordamerika wird seit 2023 als eigene Art betrachtet.
Die für ein Vorkommen des Habichts zwingend erforderlichen Habitatvoraussetzungen beschränken sich in Europa auf einen für die Horstanlage geeigneten (über ca. 60 Jahre alten) Baumbestand und ein ausreichendes Angebot mittelgroßer Vögel und Säugetiere. Innerhalb ihres europäischen Verbreitungsgebietes besiedeln Habichte daher Wälder aller Art und Größe. Der Habicht kommt hier sowohl in großen, geschlossenen Waldgebieten wie auch in der offenen Kulturlandschaft vor, wenn dort zumindest einzelne Feldgehölze vorhanden sind.
Urbane Populationen
Der Habicht ist eine von zurzeit weltweit mindestens 20 Greifvogelarten, die auch in oder im Umfeld von Städten (urbanen Habitaten) leben. Die Besiedlung urbaner Habitate durch Habichte ist ein relativ neues Phänomen, bis Ende der 1960er Jahre gab es entsprechende Beobachtungen nur sporadisch. Die urbanen Populationen sind bisher auf Europa beschränkt, zurzeit sind derartige Populationen aus Berlin, Köln, Saarbrücken, Hamburg und Kiew bekannt.

## Unterarten

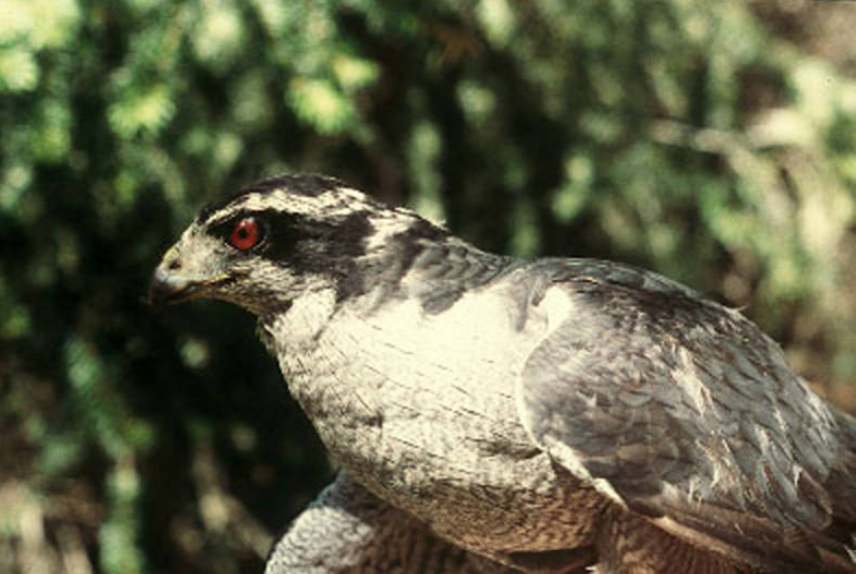
Amerikanischer Habicht (Astur atricapillus), Männchen

Die Abgrenzung der in der Paläarktis vorkommenden Unterarten ist komplex und wird in der Wissenschaft intensiv diskutiert. Die Übergänge zwischen den Unterarten sind meist fließend. Je nach Autor unterscheiden sich Anzahl und geographische Abgrenzung der Unterarten daher oft erheblich. Die folgende Darstellung basiert im Wesentlichen auf dem Handbuch der Vögel Mitteleuropas (Band 4, 1989).
Insgesamt werden zurzeit sieben Unterarten beim Habicht (Astur gentilis) anerkannt; drei weitere in Nordamerika verbreitete werden mittlerweile zum Amerikanischen Habicht (Astur atricapillus) gezählt:
- A. g. gentilis (Linnaeus, 1758):[4] Nord- und Mitteleuropa, südlich bis zu den Pyrenäen, südlichen Alpen und Karpaten, östlich bis zum mittleren Russland
- A. g. marginatus (Piller & Mitterpacher, 1783):[5] Südlich an Nominatform anschließend, Spanien und Marokko bis Kaukasus und Elburs; dunkler und etwas kleiner als Nominatform
- A. g. arrigonii (Kleinschmidt, O, 1903):[6] Korsika und Sardinien; noch dunkler und kleiner als A. g. marginatus
- A. g. buteoides (Menzbier, 1882):[7] Nordöstlich an Nominatform anschließend, von Nordschweden, nach manchen Autoren aber auch erst von der Kola-Halbinsel an östl. bis West- und Mittelsibirien etwa bis zur Lena, südlich bis an den Rand der Taigazone; größer und besonders im Jugendkleid deutlich heller als Nominatform
- A. g. albidus (Menzbier, 1882):[8] Nordöstliches Sibirien bis Kamtschatka; noch größer als A. g. buteoides, mit einer grauen und einer sehr auffallenden weißen Morphe
- A. g. schvedowi (Menzbier, 1882):[9] Südlich von A. g. buteoides und A. g. albidus in der Waldsteppenzone und in den temperaten Laubwäldern Ostasiens bis einschließlich Hokkaidō; Färbung und Größe etwa wie A. g. marginatus
- A. g. fujiyamae (Swann & Hartert, 1923):[10] Auf der japanischen Hauptinsel Honshū, sehr dunkel, wohl kleinste Unterart

Amerikanischer Habicht:
- A. a. atricapillus (Wilson, A, 1812):[11] Nominatform des Amerikanischen Habichts. Größter Teil Nordamerikas; blaugraue Oberseite, sehr kontrastreiches Kopfmuster, ad. Individuen mit fein gestrichelter und gesprenkelter Unterseite und karminroter Iris.  (dann A. atricapillus)[12][13]
- A. a. laingi (Taverner, 1940):[14] Vancouver Island und Haida Gwaii vor der Küste der kanadischen Provinz British Columbia; dunkler als A. g. atricapillus
- A. a. apache (van Rossem, 1938):[15] Montane Bereiche im Grenzgebiet Mexiko/USA; heller als A. g. atricapillus

Insgesamt ist in der Paläarktis entsprechend der Bergmann'schen Regel eine deutliche Größen- und Gewichtszunahme des Habichts von Südwesten nach Nordosten festzustellen.

## Jagdweise und Ernährung
Habichte erjagen ihre Beutetiere überwiegend aus dem bodennahen Flug oder vom Ansitz aus in einem kurzen, schnellen und sehr wendigen Verfolgungsflug direkt auf dem Boden oder im bodennahen Luftraum. Dabei werden natürliche Strukturen wie Hecken, Bäume, im Siedlungsraum aber auch Häuser sehr geschickt für einen gedeckten Anflug genutzt. Seltener werden aus dem hohen Kreisen heraus im Sturzflug Vögel im freien Luftraum oder in Bodennähe angejagt. Im Frühjahr und Sommer suchen Habichte systematisch in höherer Vegetation und auf Bäumen nach Nestern und erbeuten so zahlreiche nestjunge Vögel. Bei kleineren Vogelarten wird dabei häufig das ganze Nest mit Inhalt gegriffen, die leeren Nester sind dann häufig an den Rupfplätzen zu finden. Auch die Jagd zu Fuß wurde bei Habichten beobachtet, dabei werden zum Beispiel Maulwürfe erbeutet, auf dicht bewachsenen Inseln werden so auch brütende Stockenten geschlagen.
Die Beute wird mit den Füßen gegriffen und getötet, indem sie insbesondere größere Tiere (Kaninchen, Fasane u. a.) durch einen „Kopfgriff“, bei dem sie den Kopf und auch oft den Hals mit den Zehen fest umschließen, ersticken bzw. strangulieren, wobei die Krallen der sehr kräftigen ersten und zweiten Zehe  die Beute fixieren, bis diese aufhört, sich zu bewegen. Im Zusammenwirken mit den relativ langen Beinen ermöglicht diese Tötungsmethode dem Habicht die Nutzung von vergleichsweise sehr großen und wehrhaften Beutetieren. Vögel werden nach dem Fangen oft schon angekröpft, wenn sie sich aufgrund des festen Griffs der Zehen nicht mehr bewegen, und sie sterben dann an den Verletzungen oder durch Zusammendrücken des Körpers.
Habichte ernähren sich in ihrem gesamten Verbreitungsgebiet fast ausschließlich von kleinen bis mittelgroßen Vögeln und Säugetieren. Eher selten, z. B. im Winter, gehen sie auch an Aas. Im Süden des Verbreitungsgebietes werden auch Reptilien regelmäßig erbeutet. Amphibien, Fische und Wirbellose werden von Habichten sehr selten als Nahrung genutzt. Das Gewicht der Beutetiere beträgt zwischen 5 g und 3,5 kg, in Mitteleuropa reicht das Beutespektrum bei Vögeln vom Goldhähnchen bis zu Gänsen, bei Säugern von Mäusen bis zu erwachsenen Kaninchen und halbwüchsigen Hasen. Kleine bis mittelgroße Greifvögel und Eulen werden regelmäßig erbeutet, in Mitteleuropa vor allem Sperber und Turmfalken, aber auch Mäusebussarde und Milane, nestjung oder eben flügge werden auch Fischadler und Schreiadler geschlagen. Überwiegend werden jedoch Tiere mit einer Körpermasse von 0,05–1,0 kg genutzt, in Mitteleuropa vor allem Tauben, Drosseln, Rabenvögel und Hühnervögel. In der Taiga Skandinaviens und Russlands dominieren in der Nahrung Raufußhühner, daneben spielen Ringeltauben, Rabenvögel und Eichhörnchen eine wichtige Rolle.

## Raumnutzung
Die Größe des Aktionsraums ist unter anderem abhängig vom Geschlecht, Alter, Status (verpaart, unverpaart) des untersuchten Individuums, außerdem von der Jahreszeit und dem lokalen Nahrungsangebot. In Hamburg beflogen Männchen zur Brutzeit eine Fläche von im Mittel 8,6 km2, in Schleswig-Holstein 13–55 km2, in Arizona/USA 18 km2 und in Alaska/USA 39,8 km2.
Außerhalb der Brutzeit umfassten Reviere von Männchen in Schleswig-Holstein 5–64 km2, von Weibchen im selben Gebiet 16–59 km2. In Mittelschweden beflogen Männchen im Winter eine Fläche von im Mittel 51 km2 (18–80 km2), Weibchen im Mittel 62 km2 (32–92 km2). In Nordfinnland schließlich waren die winterlichen Home-ranges von adulten Männchen im Mittel 88 km2 groß (79 bis 97 km2), von jugendlichen (juvenilen) Männchen 110 km2 (50–170 km2), von adulten Weibchen 69 km2 (48–94 km2), von juvenilen Weibchen 67 km2 (31–103 km2). Die Übersicht zeigt die deutliche Zunahme der Reviergröße mit zunehmendem Breitengrad, diese Zunahme hat sicher ihren Grund in der nach Norden vor allem im Winter stark abnehmenden Beutetierdichte.

## Fortpflanzung

### Territorialverhalten
Habichte sind monogam und streng territorial. Das Revier wird durch häufiges „gickern“ (vgl. Lautäußerungen) und durch Schauflüge markiert. Bei diesen Schauflügen werden in geradem Flug die Flügel langsam tief nach unten und wieder nach oben geschlagen. Dringen fremde Artgenossen in das Revier ein, wird zuerst durch Rufe versucht, den Eindringling zu vertreiben, anschließend durch Annäherung und weitere Rufe. Im Gegensatz zu anderen Greifvögeln erfolgen direkte Angriffe mit Körperkontakt bei Habichten im Rahmen territorialer Auseinandersetzungen offenbar nur als allerletztes Mittel. Vermutlich ist dies darauf zurückzuführen, dass eine solche Auseinandersetzung wegen der auf die schnelle Tötung von relativ großen Wirbeltieren spezialisierten Füße und Krallen für beide Parteien mit einem erheblichen Risiko verbunden ist.

### Brutbiologie

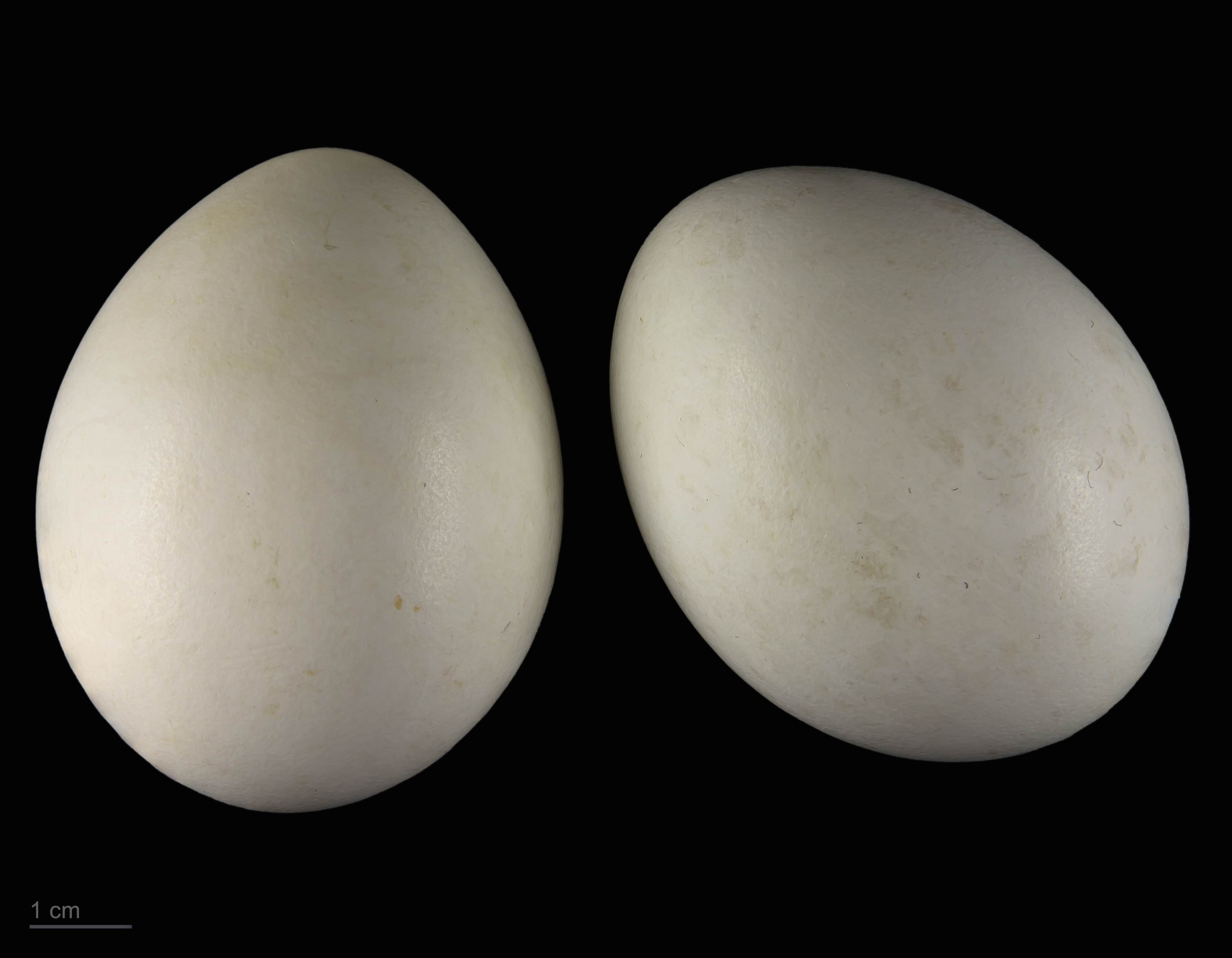
Eier des Habichts

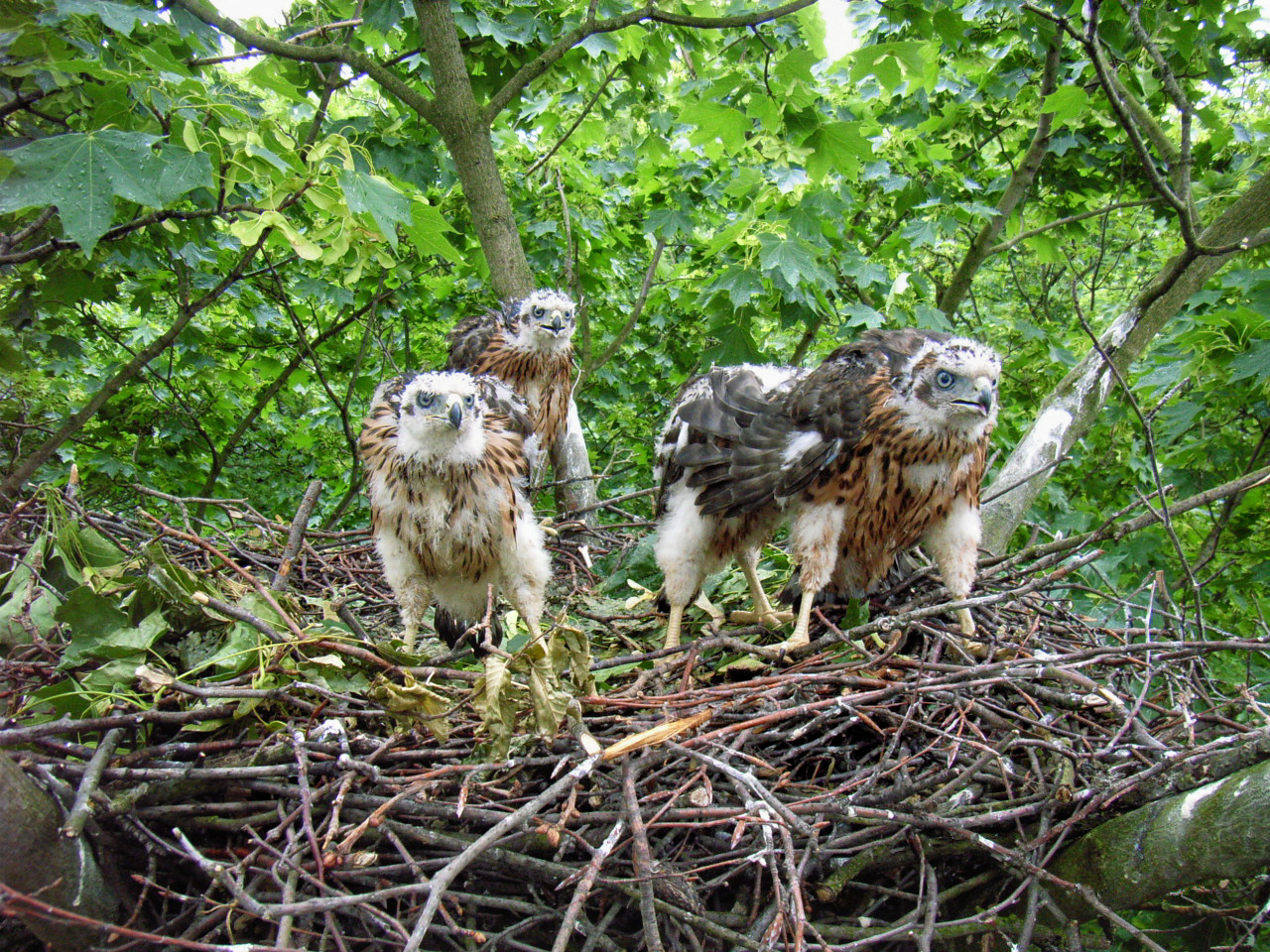
Habicht (Accipiter g. gentilis), Nest mit vier ca. 30 Tage alten Jungvögeln

Habichte bauen große, voluminöse Nester (Horste) ausschließlich auf Bäumen. Das Mindestalter der für den Horstbau genutzten Bäume liegt bei etwa 60 Jahren. Innerhalb größerer Waldgebiete bevorzugt der Habicht Altholzbestände mit fast 100 % Kronenschluss, diese Bestände sind im Sommer in Bodennähe wegen des geringen Lichteinfalls oft sehr dunkel. Für den Horstbau werden meist die dominanten Bäume eines Bestandes genutzt, bevorzugt an einer kleinen Schneise oder an einem Weg. Die Horste werden, meist im Wechsel mit weiteren Horsten innerhalb des Brutreviers, oft über Jahre benutzt.
Mit Beginn der Balz wird der zur Brut gewählte Horst mit grünen Zweigen aufgebaut, diese Begrünung wird bis ins späte Nestlingsalter fortgesetzt. Habichte machen eine Jahresbrut, die Eiablage erfolgt in Mitteleuropa meist Mitte März bis Mitte April, die Gelegegröße beträgt ein bis fünf, meist zwei bis vier Eier. Die Eier sind ungezeichnet und blassgrün bis blassblau. Die Jungvögel schlüpfen nach einer Brutzeit von 37 bis 39 Tagen. Im Vergleich zu anderen Greifvogelarten (z. B. den Echten Adlern der Gattung Aquila, Bussarden oder Weihen) sind nestjunge Habichte untereinander sehr friedlich, Verluste durch Geschwistertötungen sind daher sehr selten. Die Jungvögel sind mit etwa 40–45 Tagen flügge. Sie verlassen drei bis sechs Wochen nach dem Ausfliegen das elterliche Revier.

## Wanderungen
Die Art ist in Mitteleuropa Standvogel und Teilzieher bei unauffälligem Durchzug (in Ausnahmefällen auch weitere Wanderungen, Brutvögel Deutschlands selten bis > 320 km). Jungvögel zeigen eine ungerichtete Dispersion. Die Wanderentfernung ziehender Habichte in Europa nimmt ab von Nord nach Süd; Brutvögel aus dem Bereich Russland und Nord-Fennoskandien wandern teils weit (bis 1727 km). Südlichste Beobachtungen im Winter liegen aus Nord-Afrika vor.

## Bestand und Gefährdung
Da Habichte häufig jagdlich genutzte Arten wie den Fasan sowie Hausgeflügel und Brieftauben erbeuten, wurden sie in weiten Teilen ihres Verbreitungsgebietes von Jägern und Kleintierzüchtern verfolgt. Innerhalb Europas wurde die Art in Großbritannien ausgerottet (letzte Bruten 1893 und 1938–1951, Wiederbesiedlung ab 1965, 1991 wurden dort wieder 230 Paare gezählt), in den übrigen Ländern wurden die Bestände bis Ende des 19. Jahrhunderts drastisch reduziert, eine vollständige Ausrottung erfolgte jedoch in keinem weiteren Land. Im Gegensatz zu anderen Greifvogelarten (vor allem Seeadler (Haliaeetus albicilla), Sperber (Accipiter nisus) und Wanderfalke (Falco peregrinus)) war der Habicht durch die europaweite Anwendung von DDT bis Anfang der 1970er Jahre kaum betroffen. Nach der Unterschutzstellung des Habichts etwa ab Anfang der 1970er Jahre war in vielen Teilen Europas wie auch Deutschlands eine deutliche Bestandszunahme zu verzeichnen, beispielsweise in den Niederlanden, Nordrhein-Westfalen sowie in Brandenburg und Berlin. Die Anzahl der Brutpaare wird in Deutschland für das Jahr 2014 auf 11.500–16.500 (davon etwa 100 in der Stadt Berlin), für Österreich im Jahr 2000 auf 2000–2300 und für die Schweiz für 1995 auf 1400–1600 geschätzt.

## Mensch und Habicht

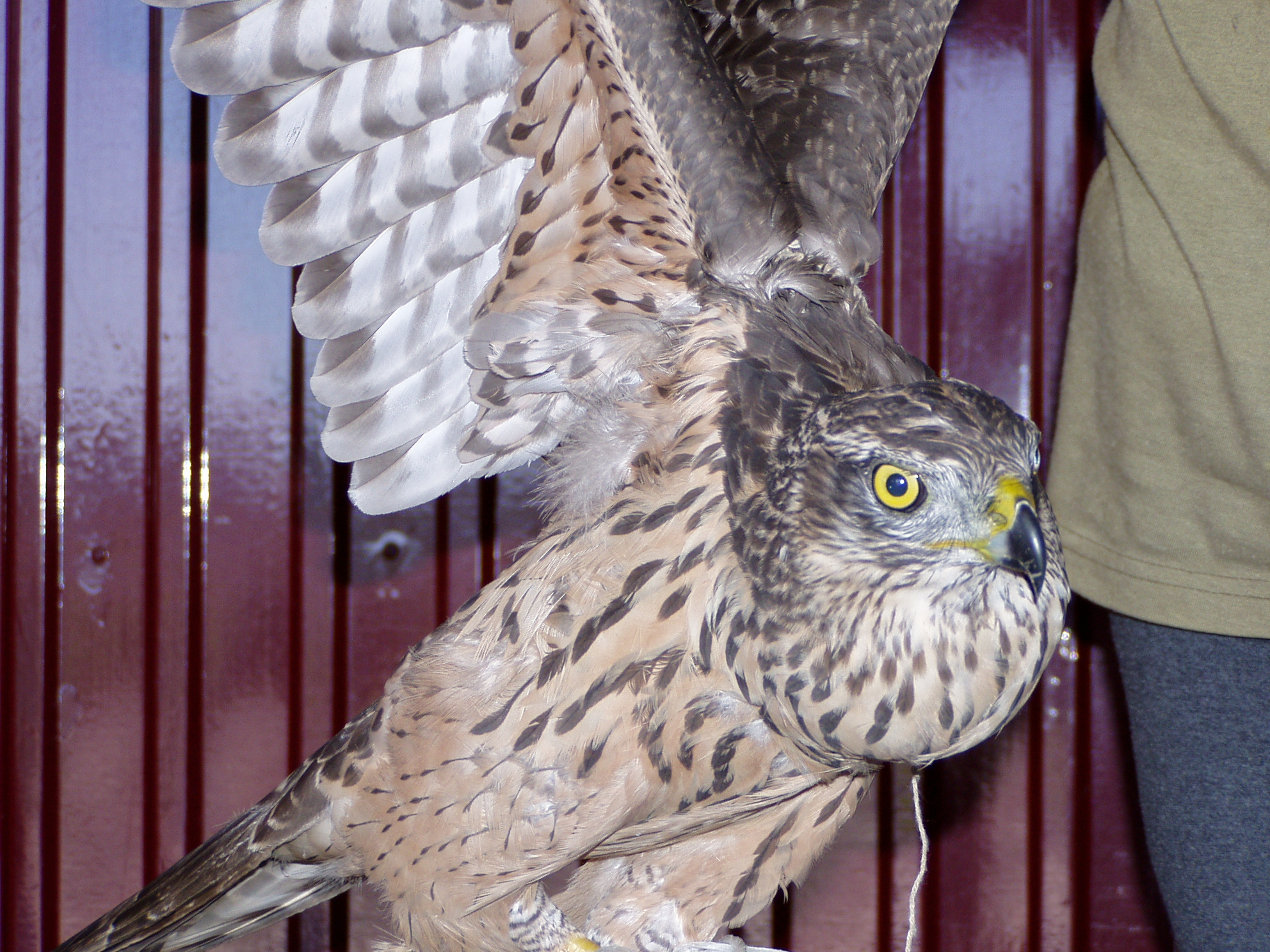
Ein von der Polizei beschlagnahmtes junges Habichtweibchen, das illegal gefangen wurde

Flagge der Azoren

Da der Habicht auch Hausgeflügel erbeutet, sind im Volksmund Namen wie Stoßvogel, Stoßfalk, Hühnerräuber, Hühnerfresser, Hühnerstößer, Hühnerhabicht, Hühnergeier, Hennenhacht oder auch geflügelter Teufel für die Art entstanden.
Außerdem haben sich im Laufe der Jahrhunderte einige abergläubischen Praktiken etabliert, um diesen von Tauben und Hühnern fernzuhalten. Diese sind bzw. waren von Region zu Region unterschiedlich. In der Oberpfalz beispielsweise sollte das Ausreißen von drei Habichtfedern, die man anschließend in eine andere Gemeinde brachte, das eigene Geflügel vor seinen Angriffen schützen.
In Westfalen dagegen sollte es helfen, wenn man neben das junge Federvieh einen blanken Kessel setzte.
Andere Rituale sind an die Osterfeiertage gebunden: Wer an Karfreitag die Hühner durch einen hölzernen Reifen ließ, schützte sie gleichfalls vor dem Habicht. Komplizierter ist ein anderes überliefertes Ritual: Von allen auf dem Ostertisch stehenden Speisen musste etwas rund um den Hof gestreut werden, und dazu war folgender Spruch aufzusagen:
Habicht, Habicht
hier gebe ich dir ein Osterlamm
friß mir keine Hühner auf
Ähnlich wie auch für Eulen überliefert, sollte auch ein erjagter Habicht, der an der Stalltür aufgehängt wurde, den Hof vor Hexen schützen und andere Greifvögel fernhalten.
Die Stammburg der Habsburger, die Habsburg im Schweizer Kanton Aargau, soll nach einer Legende von ihrem Erbauer Habichtsburg genannt worden sein, als sich ein Habicht auf dem Schlossgemäuer niederließ. Wahrscheinlicher ist jedoch eine Benennung nach dem altdeutschen Wort „hab“/„haw“ als Bezeichnung für „Flussübergang“.
Die Flagge der Azoren führt einen Habicht. Er verweist darauf, dass sich der Name der Inseln von seiner portugiesischen Bezeichnung Açor ableitet. Allerdings beruht diese auf einem Fehler. Die Seeleute, die den Inseln ihren Namen gaben, hatten Mäusebussarde (Buteo buteo) auf den Inseln vorgefunden. Habichte kommen auf den Azoren nicht vor.
Der Habicht spielt auch eine Rolle im 1991 von Hape Kerkeling präsentierten Fernsehstreich Hurz! und der darauf bezugnehmenden Single „Hurz!!!“, die es bis auf Platz 4 der Deutschen Charts schaffte.